# Olympische Jugend-Winterspiele 2020/Teilnehmer (Luxemburg)
| Gelbes Symbol für Goldmedaillen mit stilisierten Olympischen Ringen | Graues Symbol für Silbermedaillen mit stilisierten Olympischen Ringen | Braundes Symbol für Bronzemedaillen mit stilisierten Olympischen Ringen |
| ------------------------------------------------------------------- | --------------------------------------------------------------------- | ----------------------------------------------------------------------- |
| —                                                                   | —                                                                     | —                                                                       |

Luxemburg nahm an den Olympischen Jugend-Winterspielen 2020 in Lausanne mit vier Athleten (zwei Jungen und zwei Mädchen) in drei Sportarten teil.

## Teilnehmer nach Sportarten

### Eishockey
Im 3×3 Eishockey spielten die Athleten in gemischten Mannschaften.
| Mannschaft  | Athleten | Vorrunde       | Vorrunde  | Halbfinale     | Halbfinale    | Finale/Spiel um Bronze | Finale/Spiel um Bronze | Rang |
| Mannschaft  | Athleten | Gegner         | Ergebnis  | Gegner         | Ergebnis      | Gegner                 | Ergebnis               | Rang |
| ----------- | --- | -------------- | --------- | -------------- | ------------- | ---------------------- | ---------------------- | ---- |
| Jungen      | |                |           |                |               |                        |                        |      |
| _ Team Grün | Nicolas Elgas Artjom Pronitschkin Nathan Nicoud Wolodymyr Troschkin Pablo González Maks Perčič Yam Yau Alessandro Segafredo Illja Korsun Marek Potšinok Patrik Dalen Levente Hegedűs Štěpán Maleček                   | _ Team Gelb    | 10:5      | _ Team Schwarz | 7:3           | _ Team Rot             | 10:4                   | Gold |
| _ Team Grün | Nicolas Elgas Artjom Pronitschkin Nathan Nicoud Wolodymyr Troschkin Pablo González Maks Perčič Yam Yau Alessandro Segafredo Illja Korsun Marek Potšinok Patrik Dalen Levente Hegedűs Štěpán Maleček                   | _ Team Braun   | 8:6       | _ Team Schwarz | 7:3           | _ Team Rot             | 10:4                   | Gold |
| _ Team Grün | Nicolas Elgas Artjom Pronitschkin Nathan Nicoud Wolodymyr Troschkin Pablo González Maks Perčič Yam Yau Alessandro Segafredo Illja Korsun Marek Potšinok Patrik Dalen Levente Hegedűs Štěpán Maleček                   | _ Team Rot     | 9:8 n. V. | _ Team Schwarz | 7:3           | _ Team Rot             | 10:4                   | Gold |
| _ Team Grün | Nicolas Elgas Artjom Pronitschkin Nathan Nicoud Wolodymyr Troschkin Pablo González Maks Perčič Yam Yau Alessandro Segafredo Illja Korsun Marek Potšinok Patrik Dalen Levente Hegedűs Štěpán Maleček                   | _ Team Blau    | 11:6      | _ Team Schwarz | 7:3           | _ Team Rot             | 10:4                   | Gold |
| _ Team Grün | Nicolas Elgas Artjom Pronitschkin Nathan Nicoud Wolodymyr Troschkin Pablo González Maks Perčič Yam Yau Alessandro Segafredo Illja Korsun Marek Potšinok Patrik Dalen Levente Hegedűs Štěpán Maleček                   | _ Team Grau    | 14:6      | _ Team Schwarz | 7:3           | _ Team Rot             | 10:4                   | Gold |
| _ Team Grün | Nicolas Elgas Artjom Pronitschkin Nathan Nicoud Wolodymyr Troschkin Pablo González Maks Perčič Yam Yau Alessandro Segafredo Illja Korsun Marek Potšinok Patrik Dalen Levente Hegedűs Štěpán Maleček                   | _ Team Orange  | 8:6       | _ Team Schwarz | 7:3           | _ Team Rot             | 10:4                   | Gold |
| _ Team Grün | Nicolas Elgas Artjom Pronitschkin Nathan Nicoud Wolodymyr Troschkin Pablo González Maks Perčič Yam Yau Alessandro Segafredo Illja Korsun Marek Potšinok Patrik Dalen Levente Hegedűs Štěpán Maleček                   | _ Team Schwarz | 4:6       | _ Team Schwarz | 7:3           | _ Team Rot             | 10:4                   | Gold |
| Mädchen     | |                |           |                |               |                        |                        |      |
| _ Team Grau | Siria Dore Valentina Vrhoci Lina Meijer Emilia Munteanu Ilary Larese De Pasqua Zhang Shuqi Markéta Mazancová Jekaterina Dawletschina Ebony Brunt Lee Eun-ji Dorottya Gengeliczky Sofie van Dueren Jelizaveta Stadnika | _ Team Blau    | 9:8       | ausgeschieden  | ausgeschieden | ausgeschieden          | ausgeschieden          | 6    |
| _ Team Grau | Siria Dore Valentina Vrhoci Lina Meijer Emilia Munteanu Ilary Larese De Pasqua Zhang Shuqi Markéta Mazancová Jekaterina Dawletschina Ebony Brunt Lee Eun-ji Dorottya Gengeliczky Sofie van Dueren Jelizaveta Stadnika | _ Team Gelb    | 11:8      | ausgeschieden  | ausgeschieden | ausgeschieden          | ausgeschieden          | 6    |
| _ Team Grau | Siria Dore Valentina Vrhoci Lina Meijer Emilia Munteanu Ilary Larese De Pasqua Zhang Shuqi Markéta Mazancová Jekaterina Dawletschina Ebony Brunt Lee Eun-ji Dorottya Gengeliczky Sofie van Dueren Jelizaveta Stadnika | _ Team Braun   | 6:16      | ausgeschieden  | ausgeschieden | ausgeschieden          | ausgeschieden          | 6    |
| _ Team Grau | Siria Dore Valentina Vrhoci Lina Meijer Emilia Munteanu Ilary Larese De Pasqua Zhang Shuqi Markéta Mazancová Jekaterina Dawletschina Ebony Brunt Lee Eun-ji Dorottya Gengeliczky Sofie van Dueren Jelizaveta Stadnika | _ Team Rot     | 13:9      | ausgeschieden  | ausgeschieden | ausgeschieden          | ausgeschieden          | 6    |
| _ Team Grau | Siria Dore Valentina Vrhoci Lina Meijer Emilia Munteanu Ilary Larese De Pasqua Zhang Shuqi Markéta Mazancová Jekaterina Dawletschina Ebony Brunt Lee Eun-ji Dorottya Gengeliczky Sofie van Dueren Jelizaveta Stadnika | _ Team Grün    | 6:14      | ausgeschieden  | ausgeschieden | ausgeschieden          | ausgeschieden          | 6    |
| _ Team Grau | Siria Dore Valentina Vrhoci Lina Meijer Emilia Munteanu Ilary Larese De Pasqua Zhang Shuqi Markéta Mazancová Jekaterina Dawletschina Ebony Brunt Lee Eun-ji Dorottya Gengeliczky Sofie van Dueren Jelizaveta Stadnika | _ Team Schwarz | 8:16      | ausgeschieden  | ausgeschieden | ausgeschieden          | ausgeschieden          | 6    |
| _ Team Grau | Siria Dore Valentina Vrhoci Lina Meijer Emilia Munteanu Ilary Larese De Pasqua Zhang Shuqi Markéta Mazancová Jekaterina Dawletschina Ebony Brunt Lee Eun-ji Dorottya Gengeliczky Sofie van Dueren Jelizaveta Stadnika | _ Team Orange  | 5:2       | ausgeschieden  | ausgeschieden | ausgeschieden          | ausgeschieden          | 6    |

### Shorttrack
| Athlet                                                                  | Wettbewerb  | Vorlauf      | Vorlauf | Viertelfinale | Viertelfinale | Halbfinale    | Halbfinale    | Finale                 | Finale        | Rang |
| Athlet                                                                  | Wettbewerb  | Zeit         | Rang    | Zeit          | Rang          | Zeit          | Rang          | Zeit                   | Rang          | Rang |
| ----------------------------------------------------------------------- | ----------- | ------------ | ------- | ------------- | ------------- | ------------- | ------------- | ---------------------- | ------------- | ---- |
| Mädchen                                                                 |             |              |         |               |               |               |               |                        |               |      |
| Anna Ruysschaert                                                        | 500 m       | 46,801 s     | 2       | 47,241 s      | 3             | ausgeschieden | ausgeschieden | ausgeschieden          | ausgeschieden | 11   |
| Anna Ruysschaert                                                        | 1000 m      | 1:48,993 min | 2       | 1:40,537 min  | 4             | ausgeschieden | ausgeschieden | ausgeschieden          | ausgeschieden | 15   |
| Mixed                                                                   |             |              |         |               |               |               |               |                        |               |      |
| Team C Florence Brunelle Anna Ruysschaert Kosei Hayashi Daniil Nikolaev | Teamstaffel | –            | –       | –             | –             | 4:15,601 min  | 3             | B-Finale: 4:16,893 min | 2             | 6    |

### Ski Alpin
| Athleten        | Wettbewerbe  | 1. Lauf | 1. Lauf | 2. Lauf | 2. Lauf | Gesamt  | Gesamt |
| Athleten        | Wettbewerbe  | Zeit    | Rang    | Zeit    | Rang    | Zeit    | Rang   |
| --------------- | ------------ | ------- | ------- | ------- | ------- | ------- | ------ |
| Jungen          |              |         |         |         |         |         |        |
| Joachim Keghian | Riesenslalom | 1:12.10 | 43      | 1:10.98 | 36      | 2:23.08 | 37     |
| Joachim Keghian | Slalom       | 46,40 s | 45      | DNF     | DNF     | DNF     | DNF    |